# Tipula mellea
Tipula mellea är en tvåvingeart som beskrevs av Theodor Emil Schummel 1833. Tipula mellea ingår i släktet Tipula och familjen storharkrankar. Inga underarter finns listade i Catalogue of Life.